# Centro di taglio (fisica)
Il concetto di centro di taglio (abbreviato in CT) fu introdotto da Robert Maillart nel 1921    e viene definito come il punto di una sezione trasversale di una trave per cui deve passare la retta d'azione dello sforzo tagliante affinché non si produca momento torcente sulla sezione. Inoltre il CT può essere definito anche nel seguente modo: è il punto per il quale bisogna far passare la forza di taglio applicata affinché nella sezione vi sia una distribuzione di tensioni tangenziali, che su ogni corda (cioè su ogni taglio ideale effettuato sulla sezione) abbia il tipico andamento costante anziché bitriangolare, tipico della torsione.

## Descrizione
Nella risoluzione del problema di de Saint-Venant si ha che la tensione normale applicata perpendicolarmente a una sezione della trave (di forma cilindrica) è funzione lineare di z e di x e y. Studiando il caso in cui si abbia solo sforzo tagliante, cioè forze agenti sul piano della sezione, nel calcolo del momento torcente si definisce il centro di taglio come il punto di applicazione della risultante delle tensioni tangenziali agenti sulla sezione stessa.
La sua ricerca si basa su considerazioni di tipo geometrico di seguito elencate:
- se la sezione possiede un asse di simmetria il CT giace su di esso;
- se la sezione è doppiamente simmetrica il CT è univocamente determinato dall'intersezione dei due assi, pertanto è coincidente con il baricentro della sezione;
- se la sezione è costituita da elementi rettangolari di spessore sottile, il CT è il punto nel quale convergono le linee medie di tali componenti;

Occorre analizzare con attenzione la prima delle tre condizioni:
Se si considera una sezione a "C", sollecitata con un'azione tagliante "T" agente sulla linea media dell'anima del profilo, le risultanti "H" delle tensioni tangenziali agenti sulle ali creano una coppia di forze di momento M = Hh, dove "h" è la loro distanza nonché l'altezza dell'anima del profilo.
Il momento dovrà necessariamente essere equilibrato dalla risultante "t" delle tensioni agenti sull'anima, che pertanto dovrà agire a una distanza "d" dalla forza "T"; si deve notare che per l'equilibrio alla traslazione "t" sarà uguale a "T", dunque "d" dovrà essere tale che il momento m = td ristabilisca l'equilibrio alla rotazione nei confronti del momento "M".
A questo punto avendo definito il centro di taglio come il punto di applicazione di "t", se ne deduce che esso si troverà sull'asse di simmetria orizzontale della sezione a distanza "d" dall'azione tagliante;
nel caso in esame si avrà d = (h^2 * d^2 * bf)/4 Iy, dove:
- h è l'altezza dell'anima del profilato
- d è la lunghezza dell'ala
- bf è lo spessore della flangia
- Iy è il momento d'inerzia della sezione rispetto all'asse y di simmetria.

Contemplando ora l'esempio di sezioni esenti da simmetrie assiali o polari, il problema della ricerca del CT si riconduce all'applicazione successiva sulla sezione, di due azioni taglianti agenti in direzioni diverse.
Per ciascuna delle due forze, attraverso la formula di Jourawsky si esprimeranno le tensioni tangenziali, dopodiché si calcolerà la risultante delle tensioni trovate; per finire occorrerà trovare le rette d'azione di tali risultanti, la cui intersezione rappresenta il centro di taglio.
Risulta di fondamentale importanza tenere presente che qualsiasi azione tagliante agente in una direzione efficace non passante per il CT, introdurrà sulla sezione, oltre ad una sollecitazione di taglio, anche un momento torcente.
Ne consegue che per evitare la nascita di un momento torcente, una qualunque forza dovrà essere applicata sul centro di taglio della sezione.